# Wilhelmus Gorter
Wilhelmus Gorter (* 6. Juli 1963 in Den Haag) ist ein ehemaliger niederländischer Fußballspieler. Er ist der Vater von Donny Gorter, der zurzeit bei NAC Breda spielt.

## Vereinskarriere
Gorter war als offensiver Mittelfeldspieler sowie als Stürmer in den achtziger und neunziger Jahre aktiv. In seiner Spielerkarriere wechselte er oft den Verein. Er spielte in verschiedenen Vereinen der Niederlande, der Schweiz, Frankreichs, Belgiens und zuletzt der Vereinigten Staaten. Seine beste Zeit erlebte er wohl beim Schweizer Verein FC Lugano, denn er bestritt dort über 150 Meisterschaftsspiele. Er war bekannt für eine gute Schusstechnik. Im November 1999 beendete er seine Karriere.

## Erfolge
- Aufstieg in die oberste niederländische Liga (1982/1983) (FC Dordrecht)
- Aufstieg in die oberste Schweizer Liga (1987/1988) (FC Lugano)
- Bester ausländischer Spieler in der Schweizer Liga (1990/1991) (FC Lugano)